# Reserva natural de Tasmania
La Reserva Natural de Tasmania (en inglés Tasmanian Wilderness) fue inscrita por la Unesco en el año 1982, como Patrimonio de la Humanidad. Se amplió en el año 1989, abarca una superficie de 13 800 km², cubriendo cerca del 20 % de la isla de Tasmania, siendo una de las zonas más vastas protegidas en Australia. 
Los restos encontrados en las cuevas calizas, atestiguan de una ocupación humana desde hace más de 20 000 años en la zona. 

## Zona geográfica
Los parques nacionales y reservas siguientes componen la Reserva Natural de Tasmania:
- Parque nacional Cradle Mountain-Lake St. Clair
- Parque nacional Southwest
- Parque nacional Franklin-Gordon Wild Rivers
- Parque nacional Hartz Mountains
- Parque nacional Mole Creek Karst
- Parque Nacional de las Murallas de Jerusalén
- Área de conservación Central Plateau
- Reserva estatal Devils Gullet